# Леонард Ауффгаммер
Леонард Ауффгаммер (нім. Leonhard Auffhammer; 9 червня 1917, Кульмбах — 3 лютого 1943, Атлантичний океан) — німецький офіцер-підводник, оберлейтенант-цур-зее крігсмаріне.

## Біографія
3 квітня 1936 року вступив на флот. З лютого 1939 року служив на легкому крейсері «Нюрнберг», з березня 1940 року — в 1-му навчальному унтерофіцерському дивізіону. В січні-травні 1941 року пройшов курс підводника. З липня 1941 року — 1-й вахтовий офіцер на підводному човні U-86. В квітні-червні 1942 року пройшов курс командира човна. З 6 червня 1942 року — командир U-265. 21 січня 1943 року вийшов у свій перший і останній похід. 3 лютого U-265 був потоплений в Північній Атлантиці південніше Ісландії (56°35′ пн. ш. 22°49′ зх. д.) глибинними бомбами британського бомбардувальника «Летюча фортеця» з 220-ї ескадрильї ВПС Великої Британії. Всі 46 членів екіпажу загинули.

## Звання
- Кандидат в офіцери (3 квітня 1936)
- Морський кадет (10 вересня 1936)
- Фенріх-цур-зее (1 травня 1937)
- Оберфенріх-цур-зее (1 липня 1938)
- Лейтенант-цур-зее (1 жовтня 1938)
- Оберлейтенант-цур-зее (1 жовтня 1940)

## Нагороди
- Залізний хрест
  - 2-го класу (грудень 1939)
  - 1-го класу (1942)
- Нагрудний знак підводника (16 лютого 1942)